# Saco viscoso
El saco viscoso es un producto secretado por el clitellum de los anélidos, donde son colocados los huevos.